# Thomas Patrick Gilman
Thomas Patrick Gilman (Council Bluffs, Iowa, 1994. április 28. –) amerikai szabadfogású birkózó. A 2018-as birkózó-világbajnokságon a bronzéremért mérkőzött az 57 kg-os súlycsoportban, szabadfogásban. 2017-ben ezüstérmet szerzett a párizsi birkózó világbajnokságon az 57-kg-os súlycsoportban. 2014-ben az Ifjúsági világbajnokságon 55 kg-os súlycsoportban bronzérmes lett. Az Iowai Egyetem hallgatója.

## Sportpályafutása
A 2018-as birkózó-világbajnokságon a bronzmérkőzés során a török Szulejman Atli volt az ellenfele. A mérkőzést a török sportoló nyerte 5–4-re.